# Östergötlands runinskrifter N288
Ög N288 är en vikingatida (800-talet) berghäll i Oklunda, Östra Husby socken och Norrköpings kommun. Tidigare signum: Ög ÖR1980;19. Fridell & Óscarsson (2011) ger tolkningen Þetta faði Gunnarr, faði runaR þessaR. En sa flo sækiR, sotti wi þetta. En sa flo inn roð þann. En sa bant wæf. En [þetta faði Gunnarr ...] Ristningen i fast häll, 0,35x0,3 m, består av 4 tättställda rader samt en tvärställd rad, vardera 24-28 cm långa. Runhöjd, 4-4,5 cm. Ristningen är grunt men skarpt huggen. Imålad rött. Ristningen är anbragd på en slät, svagt V-sluttande yta av finkornig grå bergart på krönets V del ovan brant sluttning. Ristningen är täckt av en låg träkupa.
Enligt Runica Germanica Mediaevalia 2003 visar kontexten att man ska läsa inskriften nedifrån och uppåt och inskriften lyder:"Gunnar ristade dessa runor, och han flydde förfallen till straff. Han uppsökte detta vi. Och han flydde in i denna röjning. Och han slöt en förlikning (el gjorde en fridskrets?). Vifinn ristade detta (som bekräftelse)."
I åkermarken runt om runhällen utfördes en prospektering med metallsökare den 17-18 april 2006. I området S-SV om runhällen påträffades fyra äldre metallfynd, varav ett var ett litet runt spänne i Borrestil, förgyllt. Ca 190 m ÖNÖ om runhällen påträffades ett litet likarmat spänne från äldre vendeltid.
Vid arkeologisk schaktningsövervakning 2018, grävdes det utmed gång/brukningsväg i åkerkant SV om Oklundaristningen. Inget av antikvariskt intresse påträffades.

## Inskriften
Translitterering av runraden:
§P kunar ÷ faþi runaʀ þisaʀ ÷ in sa flau sakiʀ ÷ suti ui þita ÷ in sa fl- (i)n ruþ þan ÷ in sa bat uifin ÷ þitta faþi ÷ 
§Q kunar ÷ faþi runaʀ þisaʀ ÷ in sa flau sakiʀ ÷ suti ui þita ÷ in sa fl- (i)n ruþ þan ÷ in sa bat uifin ÷ þit tafaþi ÷
Normalisering till fornvästnordiska:
§P Gunnarr faði runaʀ þessaʀ, en sa flo sakiʀ. Sotti vi þetta. En sa fl[o] inn ryð þann. En sa bant. Vifinn þetta faði. 
§Q Gunnarr faði runaʀ þessaʀ, en sa flo sakiʀ. Sotti vi þetta. En sa fl[o] inn ryð þann. En sa bant Vifinn, þet tafaði(?).
Översättning till nusvenska:
§P Gunnar ristade dessa runor, och han flydde förfallen till straff. Han uppsökte detta vi. Och han flydde in i denna röjning. Och han slöt en förlikning (el gjorde en fridskrets?). Vifinn ristade detta (som bekräftelse). 
§Q Och han ’band’ Vifinn, som förhindrade(?) det.
Läsning §P: $=Gustavson 2003a:192f; §Q: $=Källström 2007a:100f 'Band' är i mening 'göra  orörlig  (med  trolldom)', en form av förbannelse.